# Merieme Khoulal
Merieme Khoulal (en arabe : مريم خولال) est une judoka marocaine née le 16 avril 2001.

## Biographie

### Carrière
Aux championnats d'Afrique 2021 à Dakar, Merieme Khoulal obtient la médaille d'or dans la catégorie des moins de 62 kg, s'imposant en finale contre l'Ivoirienne Koumba Nanah-Hélène Ibo.
Elle est médaillée de bronze dans la catégorie des moins de 62 kg aux Jeux de la solidarité islamique de 2022 à Konya, puis médaillée d'argent dans la même catégorie aux Championnats d'Afrique de taekwondo 2023 à Abidjan.
Elle est médaillée de bronze des moins de 62 kg et médaillée d'or par équipe aux Jeux africains de 2023 à Accra.